# Maria-Lourdes-Kirche Hildprechting

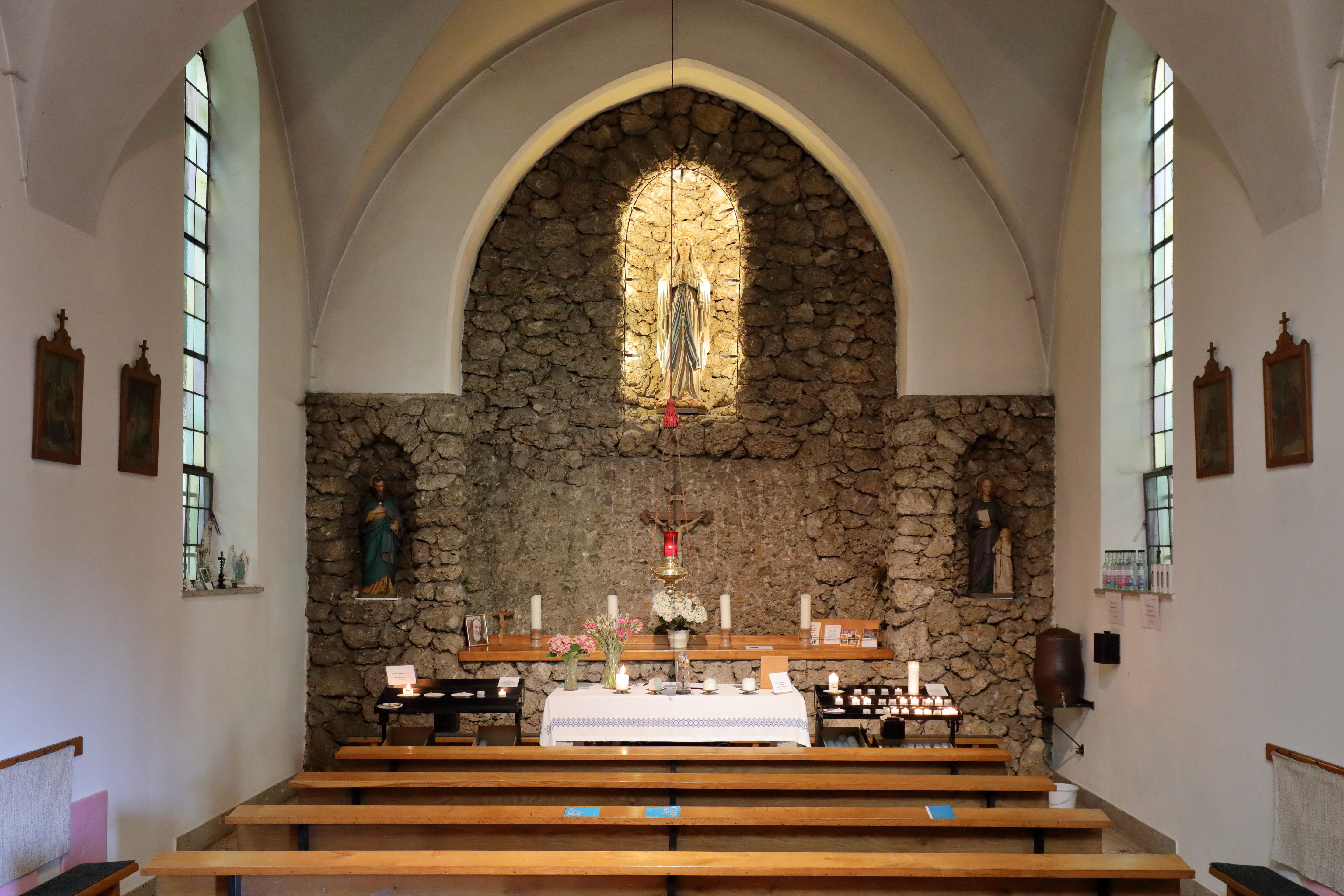
Innenansicht der Wallfahrtskirche

Die Maria-Lourdes-Kirche Hildprechting steht im Ort Hildprechting der Gemeinde Ohlsdorf in Oberösterreich. Die römisch-katholische Filialkirche Maria Lourdes der Pfarrkirche Ohlsdorf gehört zum Dekanat Gmunden in der Diözese Linz.

## Geschichte
Bereits im Jahr 1850 ist eine Wunderheilung beim Bründl in Hildprechting belegt. Oberhalb der Quelle befanden sich schon damals eine Marienstatue und eine kleine Holzkapelle. Aufgrund eines Gelübdes im Jahr 1885 der damaligen Grundbesitzerin, wenn ihre kranke Tochter genesen sollte, eine Wallfahrtskirche zu errichten, wurde nach der Heilung der Tochter 1900 mit dem Kirchenbau begonnen. 1906 fand die Weihe der Wallfahrtskirche statt. Es handelt sich um einen Kirchenbau im neugotischen Stil. Mit der Zeit verfiel die Kirche allmählich und sogar ein Abbruch drohte. Dies konnte durch eine grundlegende Sanierung mittels großzügiger Spenden 1966 verhindert werden. 1987 wurde die Kirche erneut umgebaut und der ursprüngliche Grottenaufbau mit der Lourdesstatue wiedererrichtet.